# Watukosek
Watukosek is een bestuurslaag in het regentschap Pasuruan van de provincie Oost-Java, Indonesië. Watukosek telt 4566 inwoners (volkstelling 2010). In het verleden was de locatie van dit dorp een verdedigingspunt in het oostelijke deel van het koninkrijk Majapahit.